# اندی اولد

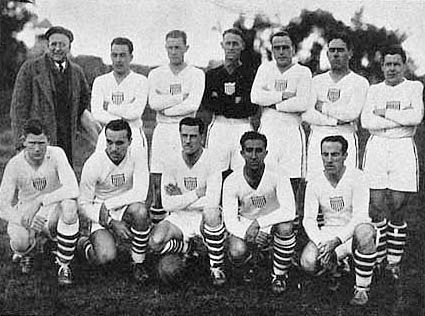
تیم فوتبال ایالات متحده آمریکا در جام جهانی ۱۹۳۰

اندی اولد (انگلیسی: Andy Auld؛ ۲۶ ژانویهٔ ۱۹۰۰ – ۶ دسامبر ۱۹۷۷) یک بازیکن فوتبال اهل ایالات متحده آمریکا بود.
وی همچنین در تیم ملی فوتبال ایالات متحده آمریکا بازی کرده‌است.